# Halolaelaps rafalskii
Halolaelaps (Saprogamasellus) rafalskii – gatunek roztocza z kohorty żukowców i rodziny Halolaelapidae.
Gatunek ten opisany został w 1993 roku przez Czesława Błaszaka i Rainera Ehrnsbergera.
Samiec tego żukowca ma na tarczce opistonotalnej boczne wcięcia i dwie chitynowe "klamerki" w przedniej części tarczki wentroanalnej. Jego odnóża czwartej pary mają na goleniach po 3, a na stopach po 1 węzełkowatej strukturze. Samica ma 8 par szczecin na tarczce opistonotalnej, 15 par szczecin na podonotalnej i stopy czwartej pary odnóży pozbawione apofiz.
Roztocz znany z Europy, gdzie występuje w strefie morskiego litoralu.